# Morris Chestnut
Morris L. Chestnut (Cerritos, California; 1 de enero de 1969) es un actor estadounidense de cine y televisión. Conocido por sus papeles como el padre adolescente Ricky Baker en la película de 1991 Los chicos del barrio, Lance Sullivan en The Best Man, Tracy Reynolds en Like Mike, y Ryan en la serie V. En 2016 interpretó al Dr. Beaumont Rosewood Jr. en la serie de TNT Rosewood. Desde 2019 encarna al Dr. Barrett Cain en la serie The Resident.

## Primeros años
Chestnut nació en Cerritos, California, donde se graduó de Richard Gahr High School en 1986. Luego estudió finanzas y drama en la Universidad Estatal de California.

## Vida personal
Chestnut está casado con Pam Byse (1995), tienen un hijo y una hija. En una entrevista para Essence.com, dijo que prefiere mantener su vida privada. Es fan de Philadelphia Eagles y Southern California Trojans.
También es un ávido jugador de póquer.

## Filmografía
- Boyz n the Hood (1991)
- El último boy scout (1991)
- Out All Night (1992) (TV)
- In the Line of Duty: Street War (1992)
- The Ernest Green Story (1993) (TV)
- The Inkwell (1994)
- Under Siege 2: Dark Territory (1995)
- Higher Learning (1995)
- G.I. Jane (1997)
- Firehouse (1997) (TV)
- C-16: FBI (1997–1998) (TV)
- The Best Man (1999)
- The Brothers (2001)
- Two Can Play That Game (2001)
- Scenes Of The Crime (2001)
- The Killing Yard (2001) (TV)
- Like Mike (2002)
- Half Past Dead (2002)
- Confidence (2003)
- Breakin' All the Rules (2004)
- Anacondas: The Hunt for the Blood Orchid (2004)
- Ladder 49 (2004)
- The Cave (2005)
- The Game Plan (2007)
- The Perfect Holiday (2007)
- The Prince of Motor City (2008)
- Not Easily Broken (2009)
- Castle (2009)
- V (2009–2011) (serie de televisión)
- Kick-Ass (2010)
- American Horror Story (2011) (TV series)
- Kick-Ass 2 (2013)
- The Best Man Holiday (2013)
- Bus 657 (2015)
- The Call (2013)
- Rosewood (serie de televisión) (2015-2017)
- The Resident (serie de televisión) (2019-2021)
- Watson (serie de televisión) (2025)[2]

## Actuaciones teatrales
- Love In The Nick of Tyme
- What Your Husband Doesn't Know (2011)